# Res mancipi
La locuzione latina res mancipi indica in diritto romano una classe di beni giuridici comprendente cose e diritti ritenuti in epoca antica di maggior valore.
Mancipi è il genitivo di "mancipium", termine che in origine indicava l'atto della mancipatio, unico modo in cui era possibile trasferire la proprietà della res mancipi. Di qui il nome.
Erano res mancipi i fondi e gli edifici siti in Italia, gli schiavi e gli animali che potevano esser domati sul collo o sul dorso (quali i cavalli o gli asini), e le servitù prediali. 
Il giurista romano Gaio ci fornisce l'elencazione completa di tali res nelle sue istituzioni:
(Gaio 2.14a)
Nel diritto romano più antico, e ancora nel diritto romano classico, a tale categoria di res (trasferibili come abbiamo detto con l'atto rituale della mancipatio) si contrapponeva la categoria delle res nec mancipi, che potevano esser trasferite con la semplice consegna delle cose.
In epoca postclassica la distinzione venne quasi del tutto abbandonata e il rito della mancipatio cadde in desuetudine. Ma fu solo con Giustiniano che la magna differentia venne abolita formalmente con una Costituzione imperiale. Di essa infatti non v'è alcuna traccia nel Corpus iuris civilis.